# 平成元年台風第13号

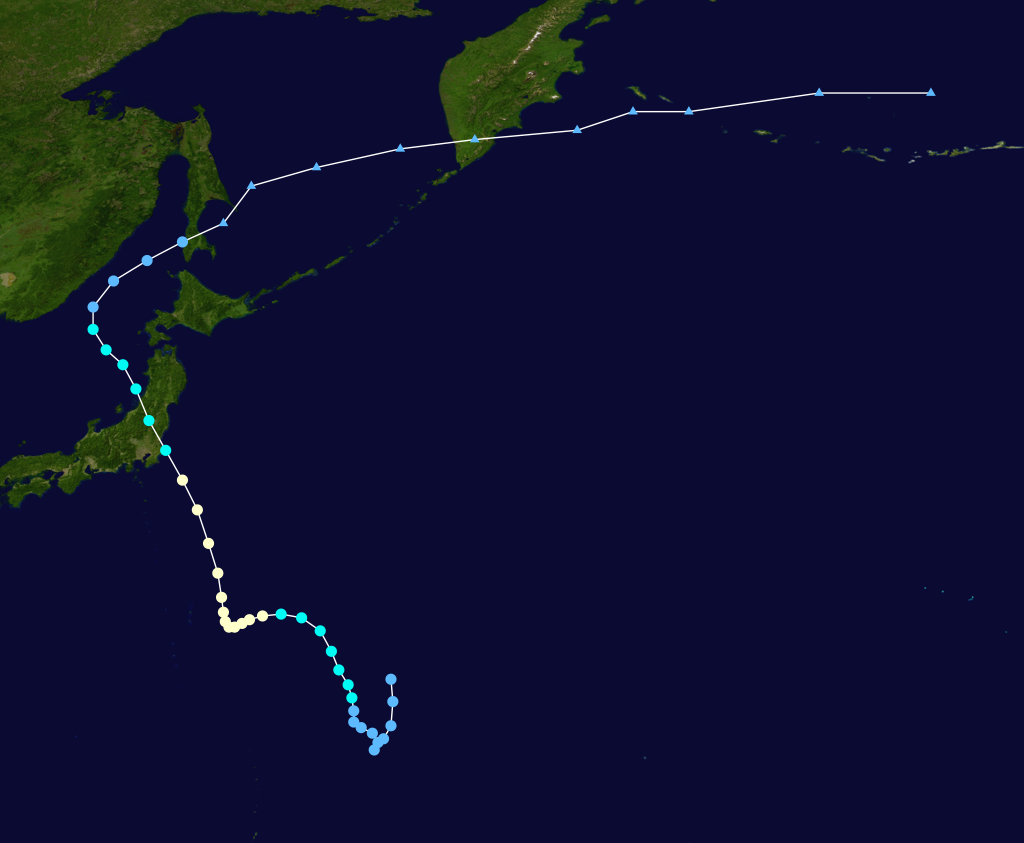
進路図

平成元年台風第13号（へいせいがんねんたいふうだい13ごう、国際名：マック〔Mac〕）は、1989年（平成元年）8月に関東地方に上陸した台風である。一時、大型で強い勢力まで発達した。

## 概要
1989年は6月から台風の上陸と接近が相次ぎ、7月までに台風6号と11号が九州に上陸し、8月には12号が接近して大雨をもたらしていた。この13号の上陸後も台風の上陸と接近は頻発し、年間上陸数は5つで歴代4位の多さとなった（1989年当時は1位タイ記録であった）。
7月31日15時に南鳥島近海で発生した台風13号は日本の南東海上を北上し、最盛期には強風域の直径が1390km、中心気圧950ヘクトパスカルとなる大型台風となった。台風は8月5日頃から進路を関東方面に変え、8月9日15時頃、千葉県銚子市付近に上陸した。この時の勢力は最盛期よりも衰え、暴風域は保っていたものの大型の勢力ではなくなっていた。台風は関東地方から新潟県を縦断し、8月8日3時に日本海北部で熱帯低気圧に変わった。

## 被害
- 死者29名、行方不明者2名、負傷者96名。
- 東日本を中心に大雨、土砂崩れなどの災害が発生した。
- 福島交通飯坂線の鉄橋が流失し、復旧は年度末になった。